# SEAT 131
El SEAT 131 es un automóvil de turismo derivado del Fiat 131 producido por SEAT bajo licencia entre los años 1975 y 1984. Modelo de notable éxito se llegaron a producir 412.948 unidades comercializadas como SEAT, aparte de las producidas para Fiat y TOFAŞ.

## Historia
Presentado en el Salón del Automóvil de Barcelona de 1975, el SEAT 131 tuvo inmediatamente gran aceptación al ser un coche elegante, fiable y muy moderno cuya aparición supuso la reorganización de la gama SEAT, adaptada al particular mercado español de la época. En 1976, el SEAT 131 fue nombrado Coche del Año en España.
A diferencia de la casa matriz, en la que el 131 se lanza como una evolución del 124 al que sustituye con motores menos sedientos adapatados a la crisis del petróleo del ´73, en España su aparición no supuso fin de la comercialización del SEAT 124, sino su reestilización por Giorgetto Giugiaro en la "versión 75" -inédita en Fiat- que unifica los antiguos 124 Normal y Seat 1430. El 124 se mantiene en el particular mercado local español como complemento del 131, pasando a compartir muchos elementos mecánicos de este y ocupando de algún modo el lugar del Fiat 128 berlina en otros mercados, mientras que el 131 viene a ocupar inicialmente el lugar del Seat 1430, derivado del 124 Special pero considerado aquí un modelo distinto del 124.
Así, si en los Fiat el 131 se dividía entre los Mirafiori con nuevos motores monoárbol en bloque de bajo consumo -de 1297, 1301, 1357 y 1585 cc- y Supermirafiori con motores biárbol de hasta 1.995 cc, el SEAT 131 utilizaría exclusivamente motores y transmisiones de origen Fiat 124 Special, y Fiat 132, no montándose nunca los propulsores de la versión original italiana excepto en las unidades destinadas a la exportación, siempre bajo marca Fiat.
En su lugar la gama arrancaba con el 1438 cc, ya fuera de producción en Italia, y que habían montado entre otros los Fiat 124 Special, Autobianchi A111 y SEAT 1430, teniendo como escalón superior el biárbol de origen Fiat 132 de 1.592 cc y una potencia máxima de 95 HP (DIN) que se había venido utilizando también en la gama SEAT 1430 y que deja de ofrecerse en el 132 de SEAT a partir de 1976. Más adelante, la oferta se completaría con los biárbol del 132 en sus cilindradas superiores; el 1800 de 107 CV en la primera serie, el 1919 c.c. y 114 CV desarrollado por el Centro Técnico de Martorell, con la cilindrada reducida por razones fiscales para la segunda, y finalmente la variante original Fiat de 1995 c.c. en la tercera serie.
El primer diésel de catálogo, no aparece hasta septiembre de 1978, con el diésel Perkins. En su contexto este primer 131 diésel era una alternativa de fábrica a los frecuentes kits de transformación de vehículos de gasolina para profesionales que utilizaban como base el propio 131 y motores Perkins, Barreiros, Mercedes-Benz o SAVA. SEAT hasta entonces ofrecía sus diésel de fábrica solo en el "SEAT grande", primero el 1500 y luego el 132, y optó por escalonar su gama ofreciendo sólo esta variante diésel de menor potencia en el 131 hasta la desaparición del 132, pasando entonces a utilizar el rutero 2500 D que empleaba el motor Sofim 8140.61 (que Fiat ofrecía desde hacía tiempo en variantes de 2000 y 2500 cc.).
Fruto de la separación de Seat de Fiat S.p.A. fue sustituido por abajo por el SEAT Málaga que utilizaba la plataforma del Fiat Ritmo/Seat Ronda, saga de vehículos de tracción delantera iniciada con Fiat 128 que también utilizó el Fiat en el Regata, sustituto del Fiat 131. Ambos vehículos tres volúmenes con similar habitabilidad y menores consumos del nuevo segmento C que se perfilaba en el sur de Europa como alternativa para las berlinas económicas de principio de los 80, papel que el Fiat Regata cubrió con naturalidad en otros mercados. 
Para el mercado local, sin embargo, desaparecido el SEAT 132 y en un mercado marcado por los aranceles a los importados, el 131 con sus potentes motores y gran equipamiento pasó a ser al final de su vida el "SEAT grande" compitiendo frente a otras berlinas de fabricación nacional de cierto prestigio como el Chrysler 150 y el Renault 18, e incluso con las versiones Diesel del Peugeot 505, dejando un importante hueco en el mercado.

## Evolución del SEAT 131
Se comercializaron las tres series presentadas en el Fiat 131 con leves modificaciones respecto al modelo original:

### Primera Serie (1975 - 1978)

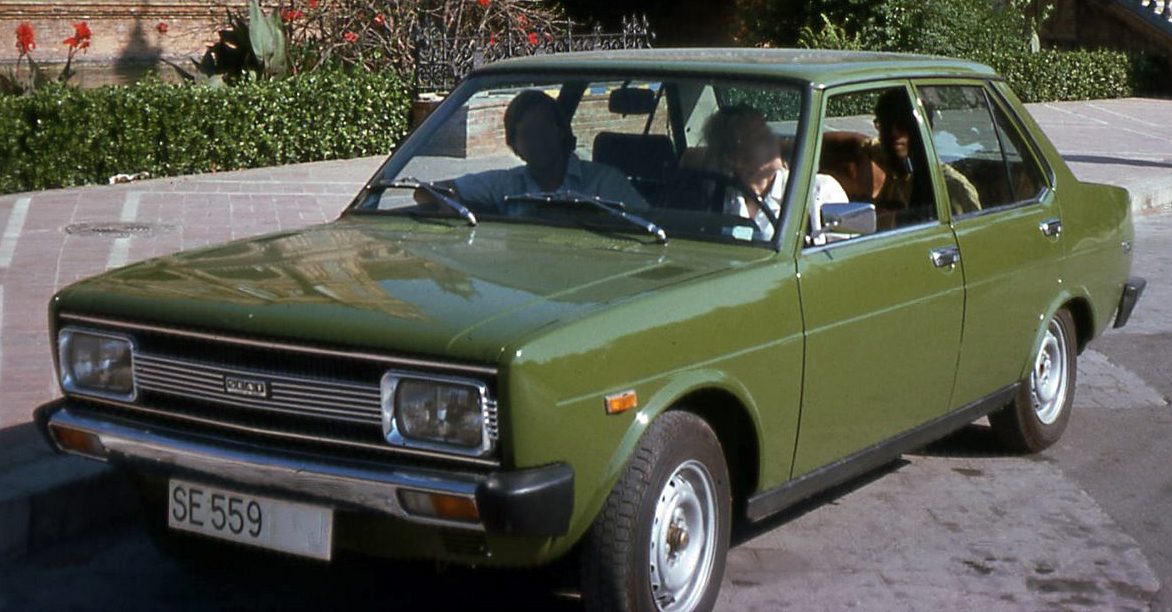
SEAT 131 L 1977 (Primera Serie)

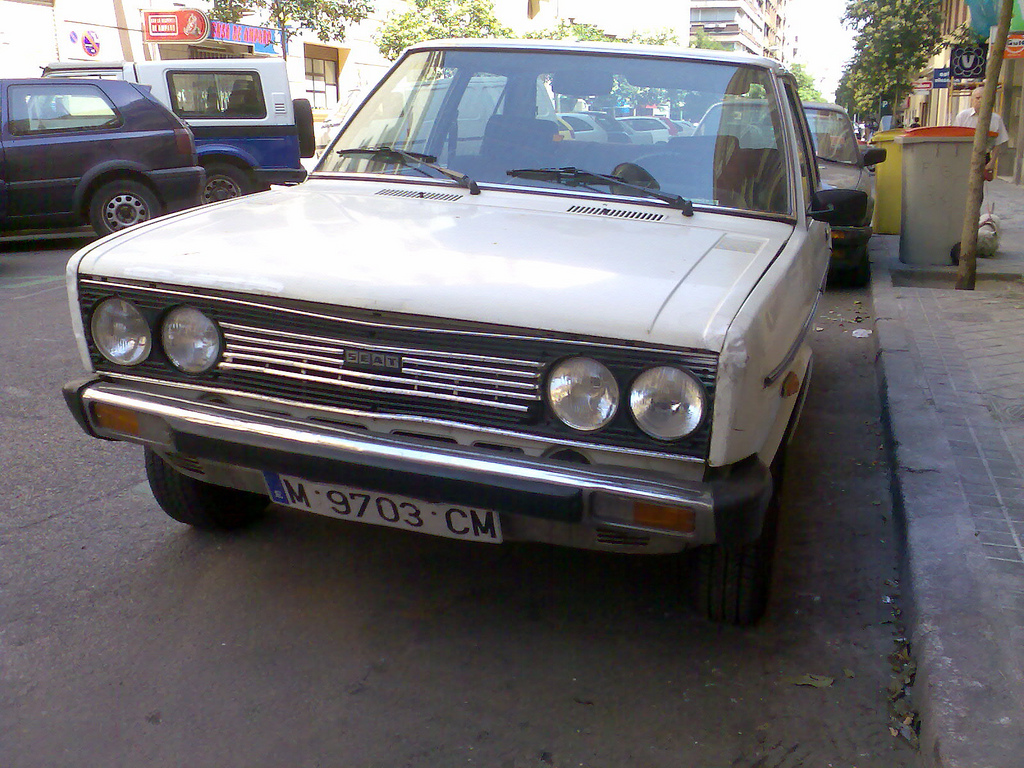
SEAT 131 E 1977 (Primera Serie)

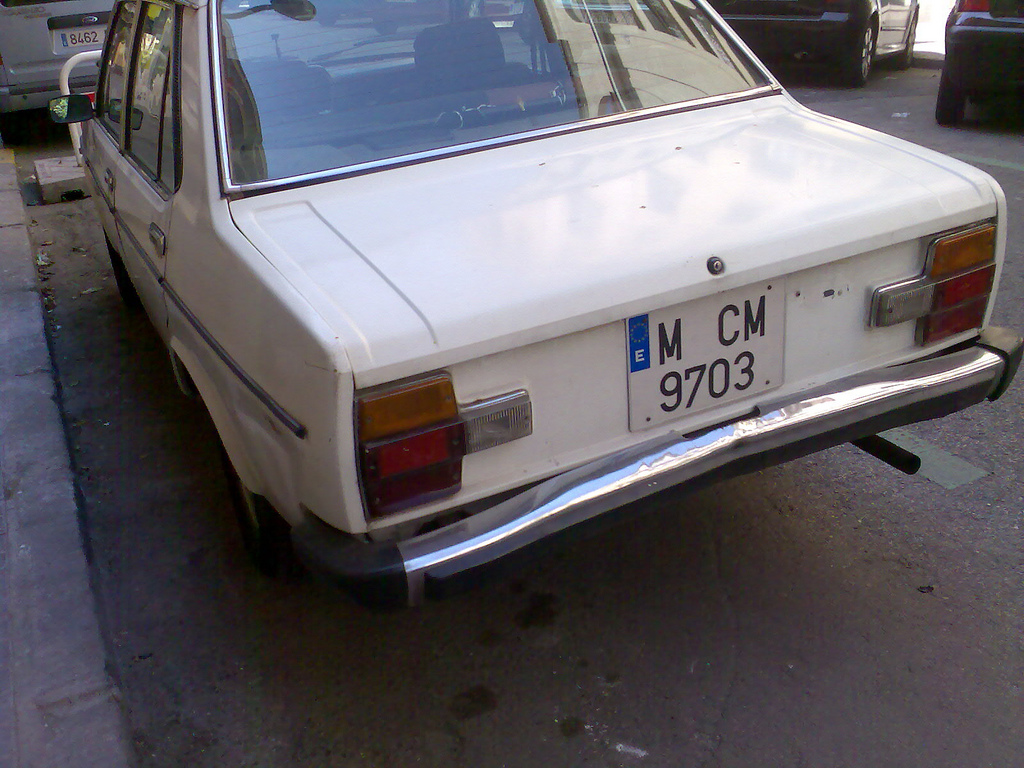
SEAT 131 rear (Primera Serie)

Conocido como la (Gama '75) estaba disponible en los siguientes acabados: L/E/CLX/L 5Puertas/E 5 Puertas
A diferencia del Fiat 131 original nunca llegó a denominarse Mirafiori, manteniendo la tradición de combinar motor y acabado, escalonando la gama inicialmente en modelos L 1430 (referente al nivel de equipamiento "Lujo", superior al del 131 Mirafiori italiano) y E 1600 (por "Especial", similar al 131S Mirafiori -Special- italiano)
En 1977 la primera serie recibe ligeros cambios de equipamiento , consistentes en los asientos del Supermirariori italiano con tapicería de terciopelo y paneles de puerta a juego para los L y E, junto con una nueva gama de colores, moqueta en el maletero, warning, piloto indicador del freno de mano, cinturones enrollables y en las versiones familiares, retrovisores externos de serie.
- SEAT 131 L 1430: (JA 04) Versión básica. También tuvo una variante dedicada al mercado del taxi, con pintura negra de origen, asientos tapizados en Nappel.

- SEAT 131 L 1430: (JA 00) Versión inferior que combina el acabado básico con el motor de varillas y balancines de 1.438 cm³ de 75 cv de potencia máxima y caja de cambios de 4 relaciones sincronizadas.

-   Exteriormente monta la calandra cromada de dos faros rectangulares, marcos del parabrisas y luna posterior sin junquillo cromado y limpiaparabrisas cromado, sin molduras cromadas en marcos de las puertas ni marco de matrícula posterior, tampoco lleva molduras laterales de cintura de la carrocería, protecciones de caucho de los paragolpes solo en los laterales y llantas de 4,5 pulgadas con quince agujeros circulares y embellecedor cromado, equipadas con neumáticos radiales de estructura metálica 155SR-13. 
-   Palanca de cambios larga, sin consola central, cuadro de mandos con cuentarrevoluciones, velocímetro con escala graduada hasta los 180 km/h, cuentakilómetros parcial, indicador de temperatura de agua y de nivel de gasolina. En opción lunas coloreadas y la luneta térmica. Tapicería en "nappel-velours", reposacabezas en asientos delanteros opcionales, apoyabrazos cortos en las puertas.
- SEAT 131 L 1600: (JA 40) Incorporaba el motor biárbol de 1.592 c.c. en versión de baja compresión, adecuado al uso de gasolina de bajo octanaje y 92cv (DIN). El nivel de equipamiento era similar al del 131 L, con la misma caja de 4 velocidades y palanca de cambios horizontal procedente del 124, con el cuadro de mandos del 131 1600 E como única diferencia.

- SEAT 131 L 1430  5 Puertas: (JF, JA) Llantas con media pulgada más de garganta que la versión equivalente dotada con carrocería berlina de cuatro puertas. Neumáticos radiales de estructura metálica 165SR-13.

- SEAT 131 E 1600: (JD, JB) Versión más lujosa hasta la aparición del CLX; contaba con el motor biárbol de 1.592 cm³ que rendía 95 cv (DIN) de potencia máxima. Presentado con la caja de cambios de 5 velocidades de los antiguos SEAT 132 primera serie (de las llamadas "de torreta" con la palanca corta y desplazada hacia atrás, distinta de las de origen Fiat 124), más tarde recibe una nueva reducción en el puente posterior que le otorgaba unos desarrollos más cortos en lugar de la 10/39 que inicialmente compartía con la versión L.

-  Exteriormente se diferencia por sus dobles ópticas circulares con lámparas convencionales integradas en la calandra, llantas de la misma medida con neumáticos 160SR-13 y diseño específico con tapabujes negros, molduras cromadas en los marcos de las puertas molduras, junquillo cromado en parabrisas y luna posterior, brazos de limpiaparabrisas en color negro antireflejos, perfiles de caucho en la zona central de ambos parachoques, y marco también cromado en la base de la placa de matrícula posterior.
- Cuadro de mandos con escala del velocímetro graduada hasta los 200 km/h, y con reloj de cuarzo, mandos de calefacción iluminados, cambio de cinco velocidades con palanca vertical corta y consola central, columna de dirección regulable en altura, volante con mayor acolchado en la zona del pusador del avisador acústico, intermitentes simultáneos de emergencia, luces de cortesía traseras, lunas coloreadas y luneta térmica. Tapicería en terciopelo sintético, asientos delanteros más anchos con reposacabezas regulables articulados, paneles de puertas con cromados y apoyabrazos largos con tiradores más robustos.

- SEAT 131 E Lujo (JD, JA)

- SEAT 131 E Lujo Automático (JD) ( montaba un cambio de 3 velocidades de Origen GM)

- SEAT 131 E (JD) Climatizado (considerado una versión distinta y no un extra como aparecía en la lista de precios y en los anagramas)

- SEAT 131 E 5 Puertas (JM, JB) Llantas con media pulgada más de garganta que la versión equivalente dotada con carrocería berlina de cuatro puertas. Neumáticos radiales de estructura metálica 165SR-13.

- SEAT 131 1800 CLX: Incorporaba el motor biárbol de 1.756 cm³ y 107 cv (DIN) procedente del Fiat/Seat 132 "Restyling" 1800 , con la misma caja de cinco velocidades del 1600 sin variar el desarrollo. Es el primero en montar encendido electrónico. Equipa lámparas halógenas, un nuevo espejo retrovisor exterior de reglaje eléctrico, nuevas molduras laterales en los bajos de las puertas y las llantas procedentes del Seat 131 E con carrocería de cinco puertas, calzadas con neumáticos radiales de perfil bajo (175/70SR13). También incorpora unos reglajes de suspensión específicos, así como un sistema de escape con mayor desahogo. Asientos tapizados con diseño bicolor con la zona central en espiguilla, y volante con acolchado integral, siendo por lo demás similar al E. Estaba disponible en dos únicos tonos metalizados de pintura para la carrocería: Verde Mineral y Gris Bruma.

### Segunda Serie (1978 - 1981)
Conocido como la (Gama '78) estaba disponible en los siguientes acabados: Mirafiori L/ Supermirafiori/ CLX 2000 / 5P L / 5p CL. 
A diferencia del 131 de Fiat, el acabado superior Supermirafiori montó también en la mecánica monoárbol de 1.430 cc.
- SEAT 131 Mirafiori L 1430/ 5 Puertas L 1430
- SEAT 131 Supermirafiori 1430/5 Puertas CL 1430
- SEAT 131 Supermirafiori 1600/5 Puertas CL 1600
- SEAT 131 Supermirafiori 1600 Climatizado
- SEAT 131 Supermirafiori 1600 Automático
- SEAT 131 CLX 2000 (Disponible exclusivamente en colores Aluminio o Cobre metalizados)
- SEAT 131 Mirafiori L Diesel / Diesel 5 v/ Diesel 5P / 5P Diesel 5v
- SEAT 131 Supermirafiori Diesel / Supermirafiori Diesel 5V
- SEAT 131 Diesel Super 2500

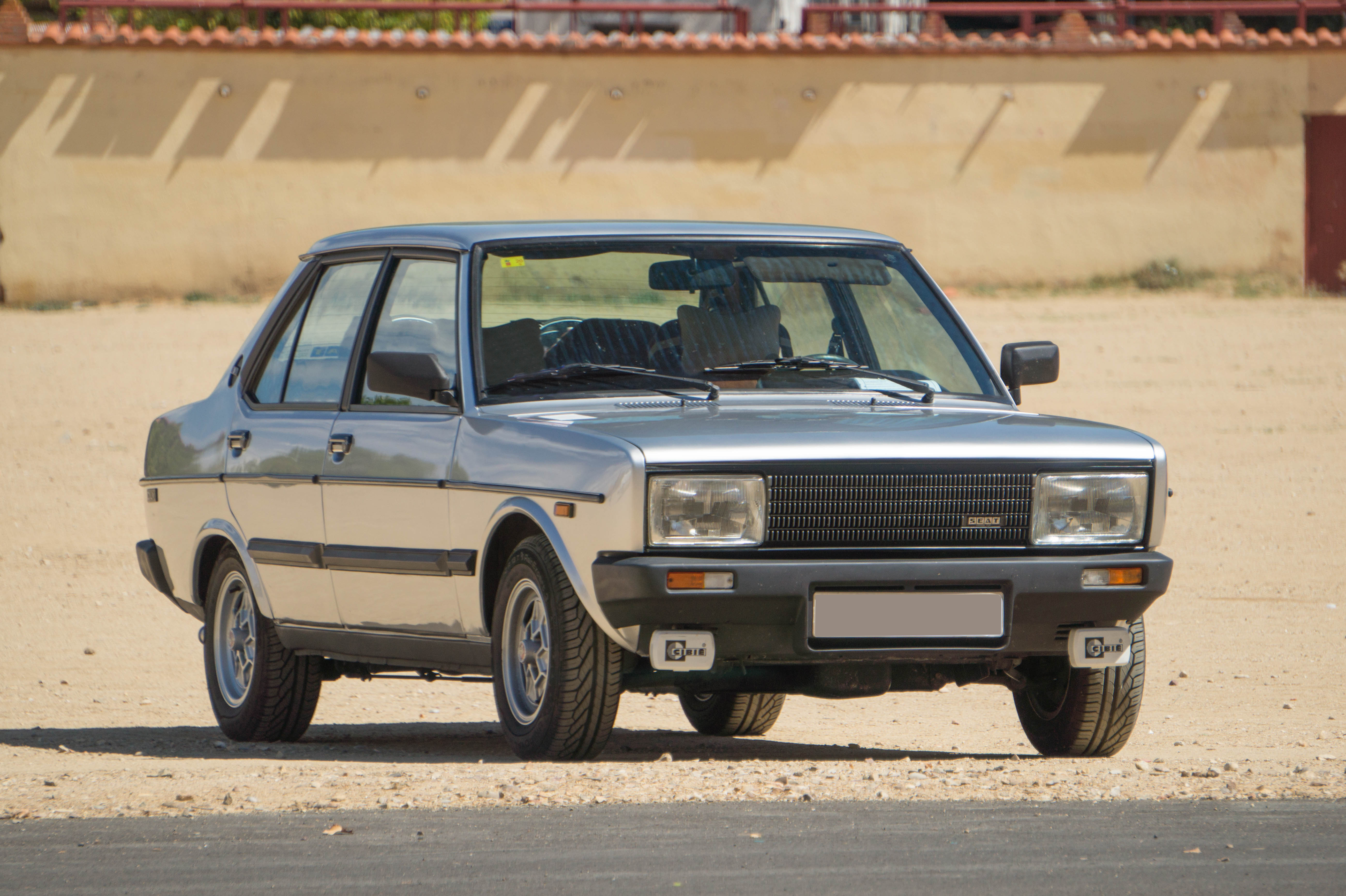
SEAT Supermirafiori CLX 2000. 1980 (Segunda Serie)

Corresponde a la segunda serie del Fiat 131, aunque simplificada en únicamente dos niveles de acabado; los básicos Mirafiori L (L en los familiares) y el superior Supermirafiori (CL en los familiares).
En los Supermirafiori y 5 puertas CL nuevos volante monobrazo y salpicadero (que sin embargo conserva el cuadro de mandos anterior levemente modificado) sistema de climatización reformado incluyendo salidas de aire a los pies y a las ventanillas delanteras a través de fuelles en las puertas, iluminación de los ideogramas en los interruptores mediante fibra óptica, nuevos asientos con reposacabezas traseros y apoyabrazos central, y nuevos paneles de puerta muy modernos y tapizados a juego con los asientos. Los Mirafiori L y  5 puertas L por su parte mantienen íntegramente el interior de la serie anterior con modificaciones de detalle. Gran parte de la producción se destina a la exportación como Fiat 131 Supermirafiori, incorporando en estas unidades los propulsores originales del modelo italiano, directamente traídos de su país de origen. 
Los cuatro faros circulares sólo se utilizarán en la variante Diesel Super, mientras que los rectangulares de nuevo diseño equipan tanto a los Mirafiori L como a los Supermirafiori. También hacen acto de presencia unos inéditos hasta el momento pilotos traseros de gran tamaño. Los paragolpes son en metal con cantoneras de caucho en los Mirafiori L, o de resina en los Supermirafiori y Diesel Super, adaptándose a las tendencias de los ochenta. 

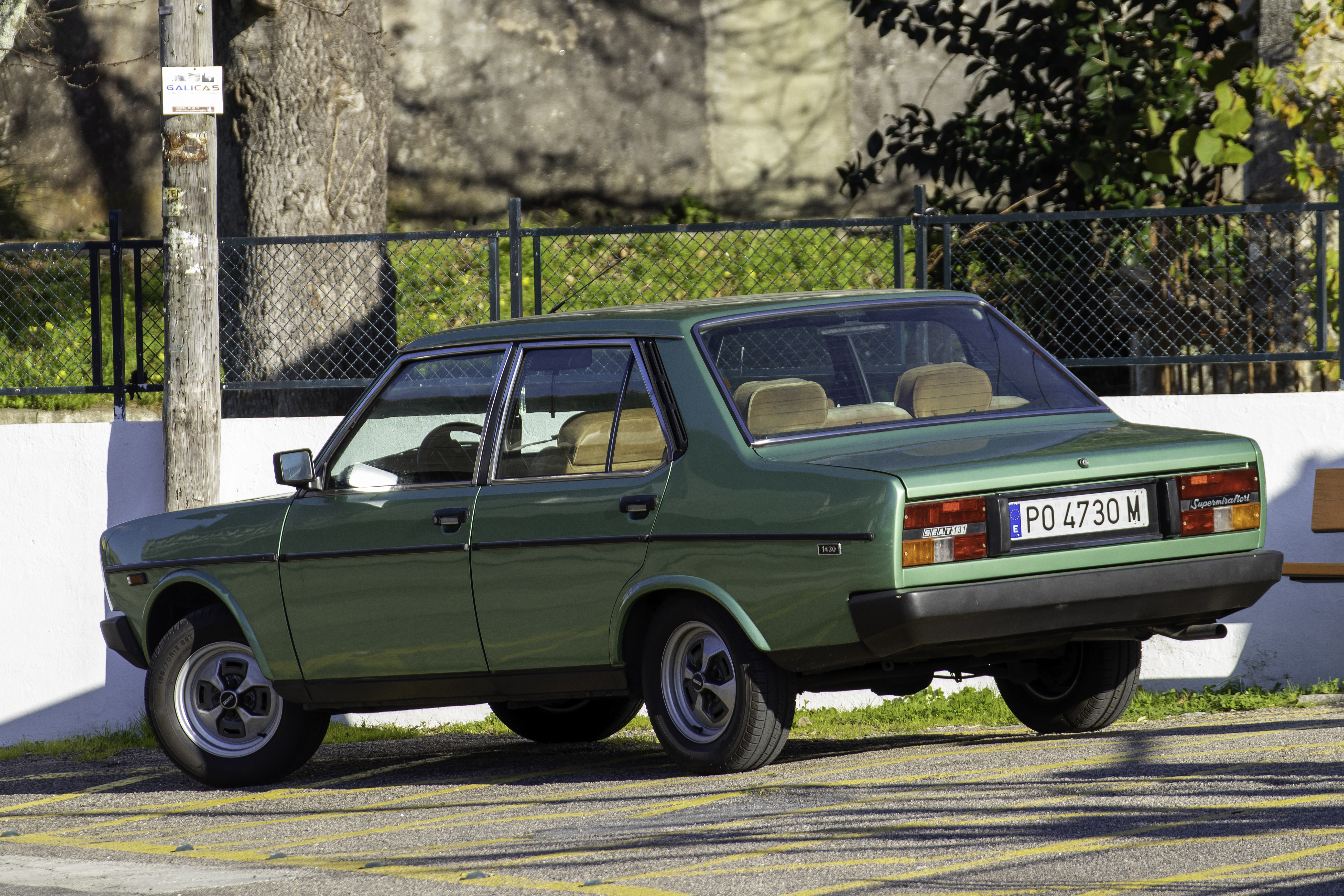
Seat 131 1430 Supermirafiori, vista posterior

El CLX 2000 de edición limitada, monta las molduras laterales del antiguo CLX 1800 y todos los cromados, rejilla, y los paragolpes de resina pintados en negro mate.
Las llantas fueron rediseñadas, desapareciendo los tapacubos también a la moda de los primeros ochenta, montándose en su lugar tapabujes en las versiones básicas y llantas de acero con unas dimensiones de 5 x 13 pulgadas y diseño bicolor en forma de trébol de cuatro hojas en los Supermirafiori. El CLX 2000 montará unas llantas Cromodora de aleación ligera de procedencia italiana en 5,5" x 13, inicialmente calzadas con unas Michelin ZX de 185/70SR13, y en las últimas unidades con unas mucho más apropiadas a las características del modelo Michelin XVS 175/70HR13, así como suspensiones con un reglaje especial, y sistema de escape con mayor desahogo.

### Tercera Serie (1981 - 1984)

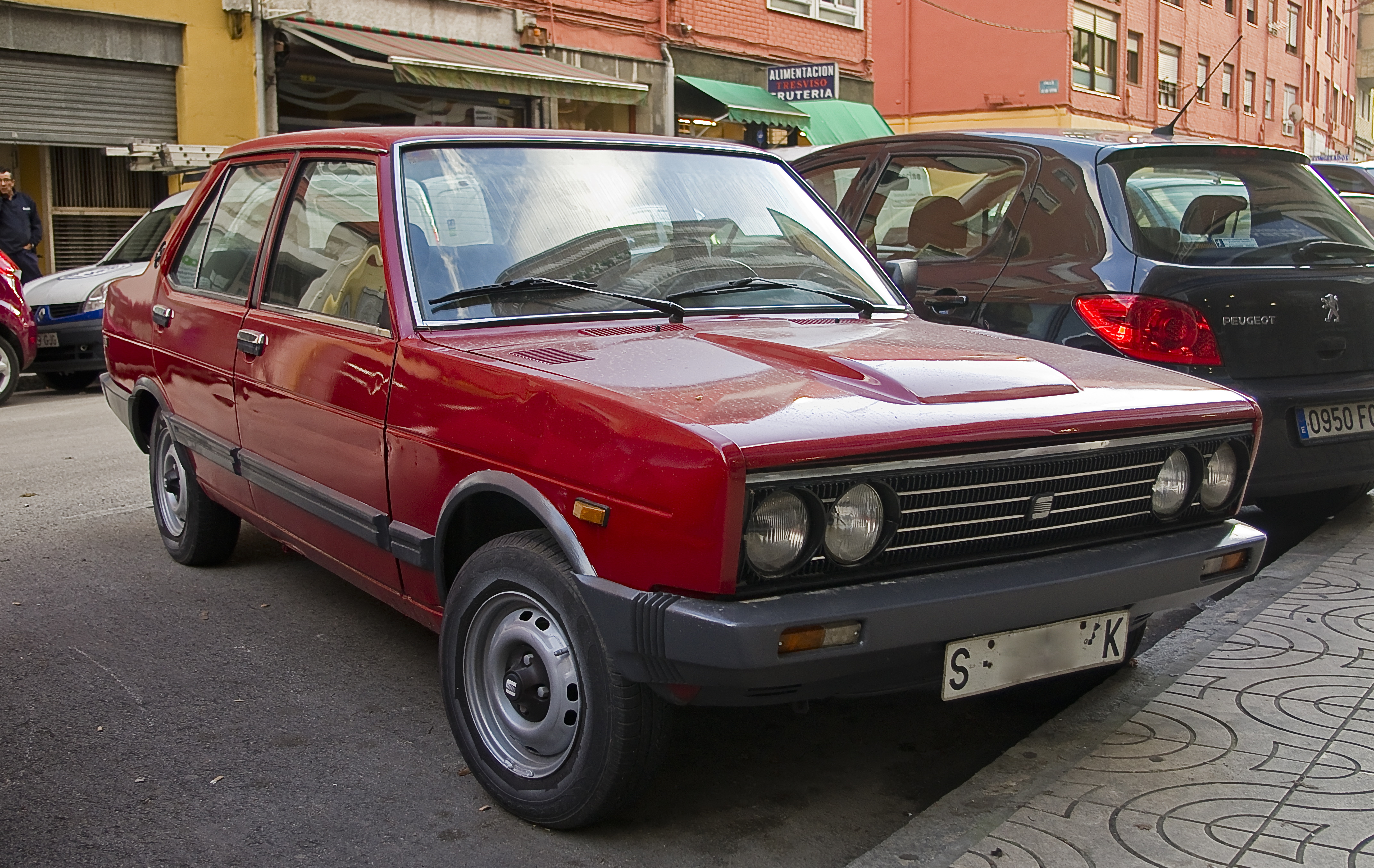
SEAT 131 2500 Sofim, su principal característica el abultamiento del capo (Tercera Serie)

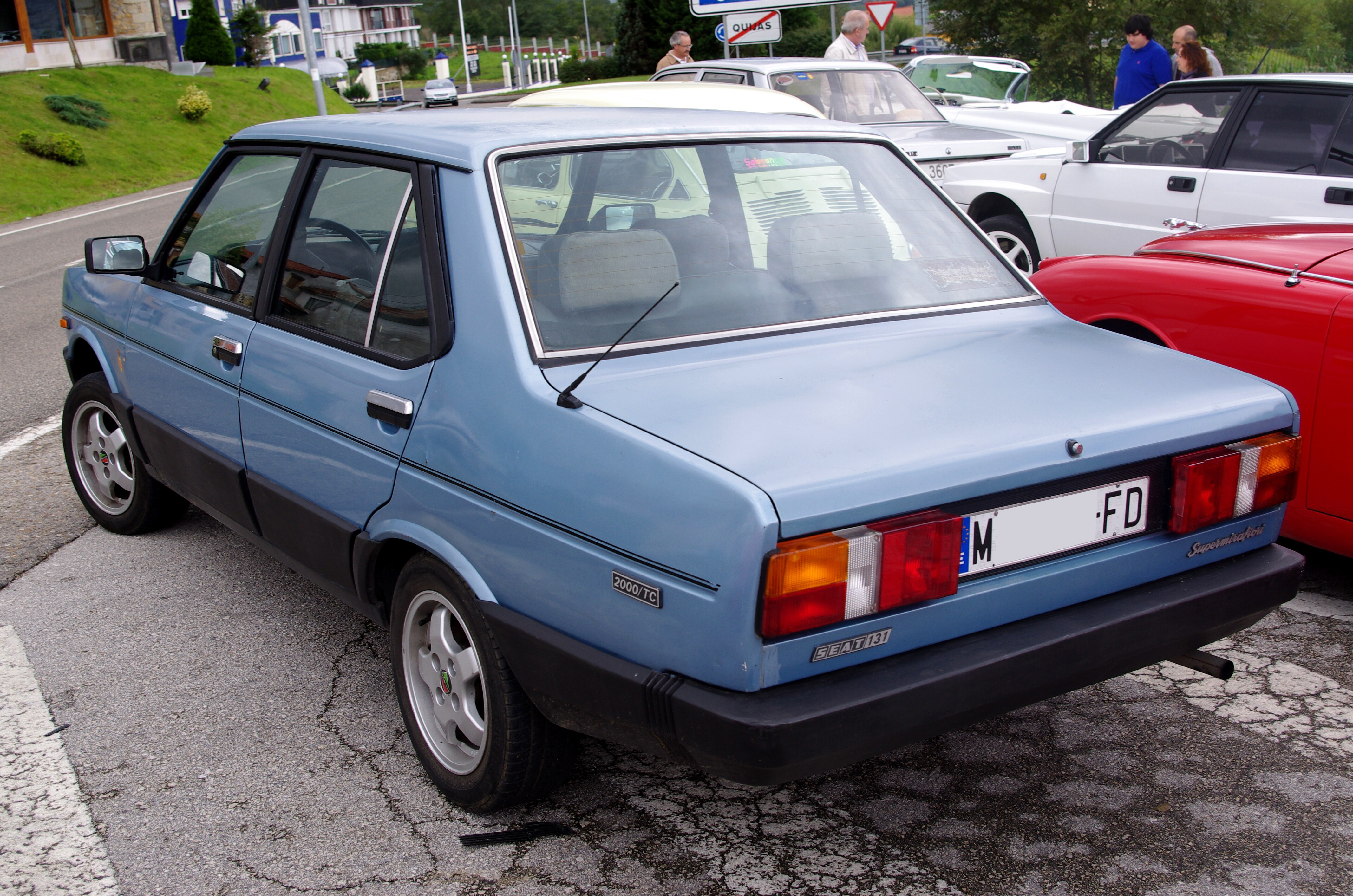
1983 Seat 131 Supermirafiori (Tercera Serie)

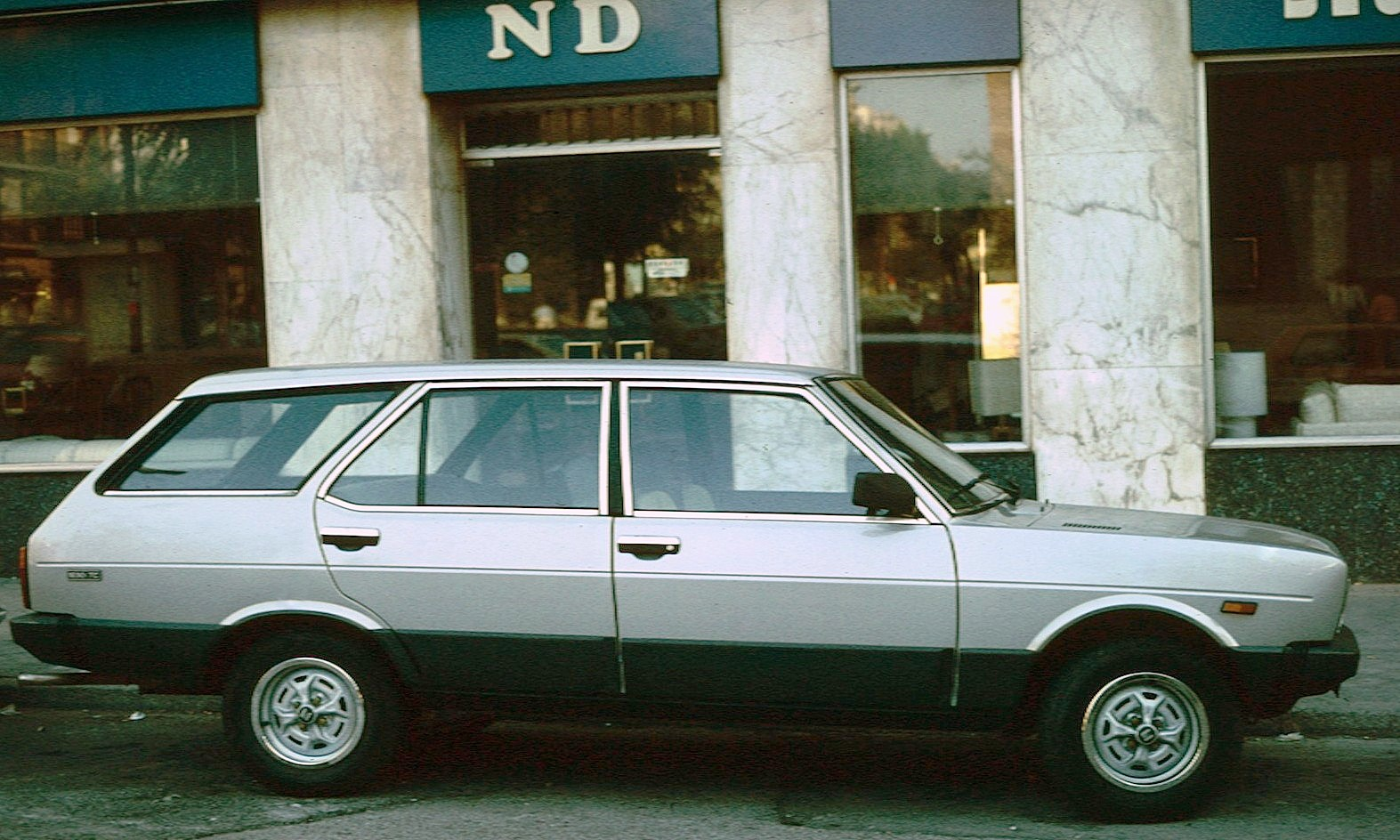
SEAT 131 Panorama Super 1981 (Tercera Serie)

Comercializada como  Gama '82, estaba disponible en los siguientes acabados: Mirafiori CL / Supermirafiori / Diplomatic / Panorama / Panorama Super.
Cambio correspondiente a la tercera serie del Fiat 131, aparece en 1981 con el clásico anagrama de SEAT aunque llega a incorporar el nuevo logo desvinculado de Fiat diseñado por Landor Associates al final de su vida comercial. Los acabados del habitáculo se unifican, contando todos los modelos con el interior del Supermirafiori de la serie anterior puesto al día con el volante de dos brazos procedente del antiguo Fiat 131 Racing, una nueva guantera única y sin tapa corrediza, nuevos colores y detalles de presentación. El equipamiento incluye por fin elevalunas eléctricos y cierre centralizado junto con dirección asistida, o aire acondicionado, elementos ya disponibles en las series anteriores. La carrocería familiar pasa a denominarse Panorama con equipamiento Mirafiori CL o Panorama Super con equipamiento Supermirafiori.
Cuentan con nuevos paragolpes integrales en material plástico deformable en los Diplomatic/Supermirafiori/Panorama Súper o de metal con cantoneras de caucho prolongadas hasta los pasos de rueda en los Mirafiori CL/Panorama. Se añaden molduras de protección en las puertas, que en los Diplomatic/Supermirafiori/Panorama Súper son enterizas en prolongación de la línea de los paragolpes. Los grupos ópticos delanteros también se mantienen reservándose los circulares para las versiones más caras 2500 D y Diplomatic, mientras que los traseros cambian completamente pasando a ser más prominentes y estrechos incluyendo las luces de matrícula y retroceso y dejando ahora chapa en su parte inferior donde se sitúan los anagramas. Se mantienen las llantas originales de las series anteriores en los Mirafiori CL con tapabujes en negro, mientras que los Supermirafiori siguen con las de 5 X 13" y diseño "trébol de cuatro hojas", ahora con nuevos orificios para mejorar la ventilación de los frenos, nueva pintura en un tono antracita y aro cromado embellecedor.
El característico abultamiento del capó en las versiones Diesel 2500, inicialmente es el mismo que en la serie anterior, pasando a ocupar una mayor superficie en las últimas unidades, las cuales también pasan a montar la caja de cambios que equipan las versiones cinco velocidades de gasolina (con palanca vertical retrasada de origen 132), en lugar de la ZF prevista para estas mecánicas por la casa matriz Fiat (palanca horizontal adelantada), más reforzada para soportar el elevado par de torsión de estos motores, y que se había usado hasta el momento.

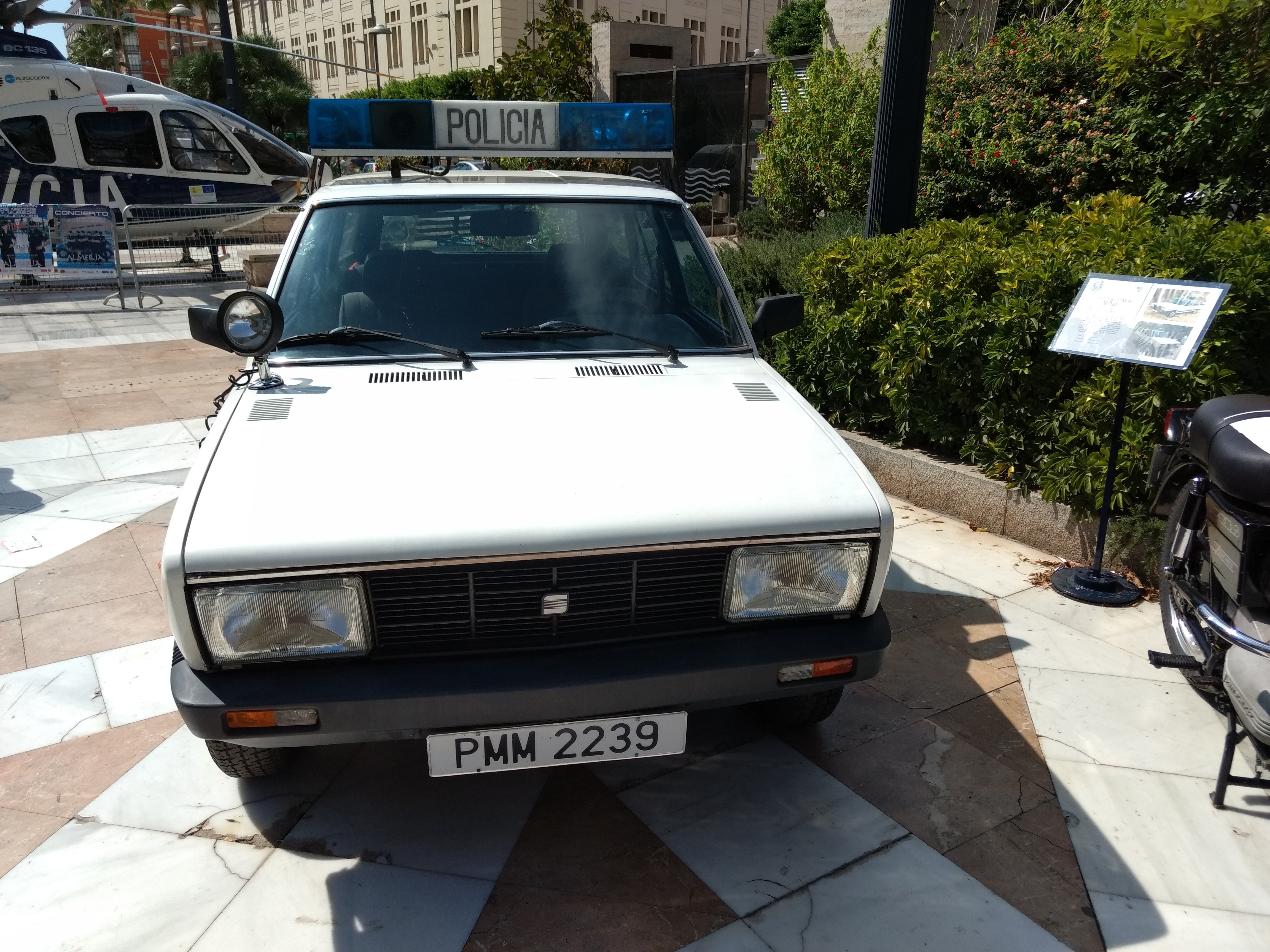
131 Panorama vehículo patrulla tercera serie

- SEAT 131 Mirafiori CL 1430/ Panorama 1430
- SEAT 131 Mirafiori CL 1600/TC
- SEAT 131 Supermirafiori 1600 TC /Panorama Super 1600 TC
- SEAT 131 Supermirafiori 2000 TC
- SEAT 131 Diplomatic 2000 TC
- SEAT 131 Mirafiori CL D 2500 Sofim
- SEAT 131 Supermirafiori D 2500 Sofim /Panorama Súper D 2500

De la versión Diplomatic surgió una edición Blindada con algunas pequeñas modificaciones, la mayoría destinados a coche de estado. Se mantiene en producción hasta 1984 con un importante pedido por parte del Cuerpo Nacional de Policía español de las versiones Panorama tal como había sucedido con las anteriores generaciones. En mercados exteriores la carrocería familiar, producida en exclusiva en la planta de la zona franca de Barcelona se comercializa hasta 1985 como Fiat 131 Maratea y como Murat 131 "Kartal" hasta la aparición del Fiat Regata Weekend y del Tofaş Kartal.
Tras la ruptura con Fiat y para garantizar la continuidad de la SEAT, ambas marcas firmaron el 'acuerdo de colaboración' por el SEAT podría seguir comercializando transitoriamente modelos derivados de los  Fiat Panda , Fiat 127, Fiat Ritmo y Fiat 131, siempre que se diferenciasen en "aspectos significativos de panelería externa", esto es, sólo si eran sometidos a un costoso reesyling que no permitiera identificarlos con los originales de Fiat. No obstante, al estar el Fiat 131 al final de su vida comercial en Europa, SEAT no desarrolló ningún derivado, siendo sustituido indirectamente por el Seat Málaga, derivado del Fiat Ritmo.

## SEAT 131 en competición
- SEAT 131 Gr.5: El SEAT 131 Gr.5 es un coche especial dentro de la extensa familia de vehículos de la marca destinados a la competición, y lo es porque fue el último construido por "SEAT Competición", que estuvo en funcionamiento hasta el año 1980.

Ficha técnica SEAT 131 Grupo 5:
MOTOR: Bloque: 4 cilindros en línea. Bloque de fundición y culata de aleación ligera. Cigüeñal sobre 5 apoyos. Refrigeración líquida Cilindrada: 2090cc . Alimentación: Inyección mecánica Kugelfisher, bomba eléctrica de gasolina. Potencia máxima: 235 CV a 8000 rpm. Par máximo:16,2 mkg a 5.200rpm
TRANSMISIÓN: Propulsión trasera. Cambio: Cinco relaciones con autoblocante ZF tarado al 75%.
BASTIDOR: Suspensión delantera: Independiente tipo McPherson, muelles y amortiguadores de gas Junior telescópicos con concéntricos y barra estabilizadora. Suspensión trasera: Eje rígido reforzado, muelles helicoidales, brazos longitudinales y amortiguadores de gas Junior telescópicos. Frenos: Delanteros y traseros de disco Loocked, con pinzas de cuatro bombines. Neumáticos: Michelin slick de 24/53/13 x24/53/13 o 24/55/13 
Carrocería: Monocasco autoportante con jaula antivuelco de acero. Alerón trasero.Peso en vacío: 852 kg.
- SEAT 131 Abarth Gr.4

- SEAT 131 Proto manso Repsol

- SEAT 131- 1800 del Racc El SEAT 131 1800 cc de 1978 fue empleado como vehículo "0" en las carreras organizadas por el RACC.

- SEAT 131 compresor volumétrico:SEAT solo desarrollaría 2 unidades, estos vehículos se usaron para servicios de competición, la base utilizada era el SEAT 131 2000TC, con el motor 1.995 c.c de origen FIAT, del que la marca española sacaría partido añadiéndole un compresor volumétrico que desarrollaría en total 141 CV, 27 CV más respecto al motor original. Estéticamente tenían un decorado con vinilos y llantas Targa en color dorado.